# 표코표코 울트라
표코표코 울트라(ピョコピョコ ウルトラ 깡총깡총 울트라[*])는 2012년 1월 25일 발매된 모닝구무스메의 마흔 여덟 번째 싱글이다.

## 개요
- 모닝구무스메 10기 멤버 (이이쿠보 하루나, 이시다 아유미, 사토 마사키, 쿠도 하루카) 합류 후 처음으로 발매되는 싱글이다.

- 다나카 레이나, 미치시게 사유미가 주연을 맡는 NTV계 드라마 《수학♥여자학원》 오프닝곡으로 기용되었다.

- 메인은 니이가키 리사, 다나카 레이나, 후쿠무라 미즈키, 사야시 리호이다.

## 수록곡

### CD
초회한정반 A, B, C, 통상반
1. ピョコピョコ ウルトラ
작사, 작곡 : 층쿠 / 편곡 : 히라타 쇼이치로
2. 悲しき恋のメロディー
작사, 작곡 : 층쿠 / 편곡 : 오쿠보 카오루
3. ピョコピョコ ウルトラ (Instrumental)

### DVD
초회한정반 A
1. ピョコピョコ ウルトラ (Dance Shot Ver.)

초회한정반 B
1. ピョコピョコ ウルトラ (Close-up Ver.) + 10기 멤버 인터뷰 (이이쿠보, 이시다)

초회한정반 C
1. ピョコピョコ ウルトラ (Lip Ver.) + 10기 멤버 인터뷰 (사토, 쿠도)

### 특전
초회한정반 A, B, C

## 차트
- 주간최고순위 3위 (오리콘 차트)